# Meioneta milleri
Meioneta milleri är en spindelart som beskrevs av Thaler, Buchar och Kurka 1997. Meioneta milleri ingår i släktet Meioneta och familjen täckvävarspindlar. Inga underarter finns listade i Catalogue of Life.